# 근막 동통 증후군
근막 동통 증후군(Myofascial Pain Syndrome. MPS)은 류마티스성 질환의 일종이다.
건(힘줄)은 근육을 뼈에 연결시키는 조직이다. 이 조직이 과도한 운동 또는 염증에 의해 발생되는 보편적인 건의 염증 또는 부종을 건염이라 한다.
주로 과도한 운동을 하는 운동선수에게 많이 발생하지만 익숙하지 않은 운동을 했을 경우 급작스레 찾아오는 병으로 일반인에게 자주 발생하며 가장 최근에는 유명 축구스타인 베컴이 경기 도중 아킬레스 건이 끊어지는 부상을 당했고 조금은 다른 경우이지만 한국의 배우 김민정이 어깨에 석회성 건염(어깨관절 부위에 석회물질이 쌓여 생기는 병)으로 고통을 받고 있다.

## 발생 원인과 증상
근육에 운동신경이 주어지면 근육이 짧아지면서 건을 당기게 되고 건은 연속적으로 또 다른건을 당기게 되는데 이런 과정이 익숙지 않거나 과도하게 되면 이러한 움직임은 건에 자극을 주고 부어 오른다.
건이 부어 오르면 관련된 움직임이 반복될시에 통증이 유발되고 붓게 되며 환부가 붉어지면서 온도가 상승하는 것이 일반적이다.
추운 날씨에 빙판길을 힘주어 조심스레 걸을 때 발생하기도 하는 흔한 병증이다.
건염은 염좌(Sprain)와는 다르게 구별되며 어깨, 무릎, 뒷꿈치, 팔꿈치, 팔목, 손가락 관절등을 주로 사용하는 운동선수와 골프 선수들이 과도한 스윙을 할 경우 팔꿈치 인대가 파열되는데 이를 골퍼 엘보우(내측 상과염)라고 하며 검지 손가락에 흔히 발생하는 드퀘벤씨 병(De Quervain's Disease, 수관절부 포착성 낭염)은 피아니스트등 악기 연주자에게 자주 발생하고 손바닥에 통증을 유발하여 결국 손가락을 쓸 수 없게 만든다..
- 손목 터널 증후군 (Carpal tunnel syndrome: CTS): 손목 터널(힘줄과 신경이 다니는 손목의 관)의 사이를 달리는 중간 신경이 어떠한 원인으로 손목 터널 내압이 생기고 압박해 기인한 질환이 발생하는 증후군.

이 병증이 있을 경우에도 손가락에 통증이 오기도 한다..

## 오진사례
유명한 오진 사례의 하나로 Dr.Janet G. Travell는 존 F 케네디 대통령의 주치의였다.
이 의사는 케네디 대통령의 근막동통증후군을 추간판 탈출증이라는 척추 신경계 압박질환으로 잘못 진단을 하고, 탈출증에 대한 수술까지 했는데, 증상이 개선되지 않자 연속적으로 척추 고정수술을 하였다.
그러나 이후 더 증상이 악화되자 정밀 재진단을 실시해 근막 동통 증후군으로 진단하고 트리거 포인트 주사 등의 치료를 실시하여 증상이 크게 개선되었다 한다

## 같이 보기
- 건염